# 罗城镇 (犍为县)
罗城镇，是中华人民共和国四川省乐山市犍为县下辖的一个行政建制镇。2019年12月，撤销南阳乡和金石井镇，将其所属行政区域划归罗城镇管辖。

## 行政区划
罗城镇下辖以下地区：
滴水岩社区、杨家湾社区、船形街社区、坳塘村、太阳村、同心村、繁荣村、石桩村、大山村、七星村、新权村、二龙村、新光村、新星村、幸福村、铁山村、菜佳村、铁岭村、青狮村、青峰村、大石村、兴福村、白鹤村、沙地村、长龙村、白云村、新农村、新和村和新华村。